# Kazuo Katase

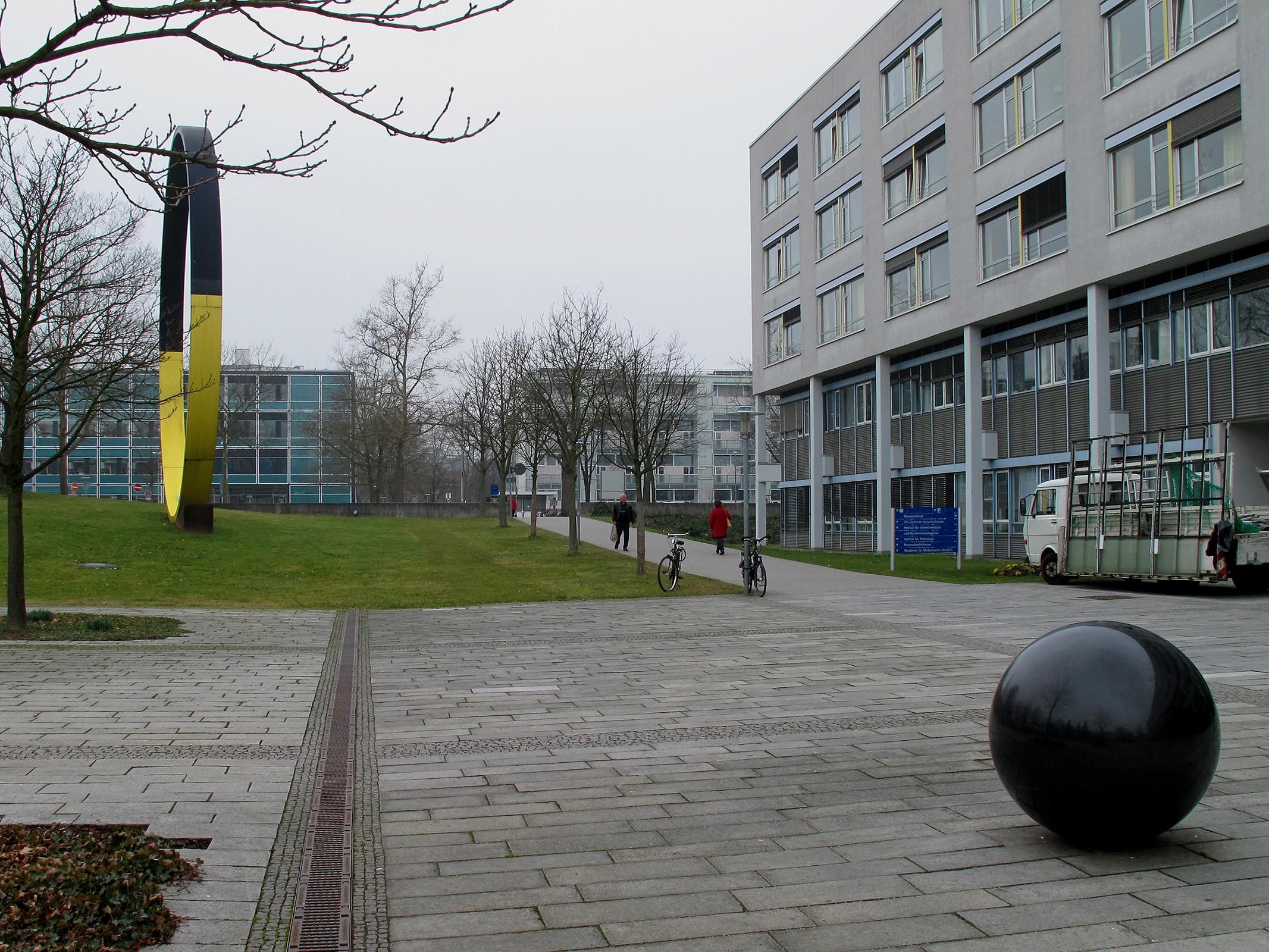
Tonus in Freiburg am Breisgau

Kazuo Katase (Japans: 片瀬和夫, Katase Kazuo) (Shizuoka, 1947) is een Japans kunstschilder, beeldhouwer, conceptuele kunstenaar en fotograaf.

## Leven en werk
Katase groeide op en werd opgeleid in Japan. Hij had zijn eerste expositie in 1973 in de Tamura Gallery in Tokio. In 1975 verhuisde hij naar Duitsland, waar hij een studie fotografie volgde aan de Gesamthochschule Kassel in Kassel. Hij werd uitgenodigd voor deelname aan documenta IX van 1992 en documenta 11 van 2002 in die stad.
In 1997 verzorgde hij het decor voor de documenta-special, het toneelstuk "Die Legende vom armen Heinrich" van Tankred Dorst, ter gelegenheid van documenta X.
Katase woont en werkt sinds 1996 in Kassel en is vooral bekend als conceptueel kunstenaar. Hij werkt als kunstenaar veelvuldig samen met architecten bij ontwerp en uitvoering van nieuwbouwprojecten, onder andere Kattenbroek (Amersfoort) met Ashok Bhalotra, Euralille (Lille) met Rem Koolhaas en Cité international Lyon met Renzo Piano.

## Werken (selectie)
- Das Doppelhaus (1987), Expositie "Beeld en land" in Winschoten - in 1991 herbouwd en herplaatst[1] aan de Muiderweg in Almere Haven
- Aquaboat (1990), Camminghaburg in Leeuwarden
- Felsenglocke (1993), Kunsthalle zu Kiel in Kiel
- De Maanhof (1993/94), Molenweg in Amersfoort
- Temple de la Mer (1994), Parking Est van Euralille in Rijsel
- Tonus - 3-delig (1995), Breisacher Straße in Freiburg im Breisgau
- Stimme vom Berg (1996), Freiburg im Breisgau
- Blue Boat (1998), Wijchens Meer in Wijchen
- Ring des Seyns - 4-delig (1998), Klinikum Ludwigshafen in Ludwigshafen-Friesenheim
- Blue Dancer (1998/2003), Kassel
- Lichtgewicht (1999/2000), Justiz Kassel in Kassel
- Brunnen + Traum (2000/02), Klinikum Ludwigshafen
- Lichtgestalt (2001/04), Jardin Public Aval, Cité internationale Lyon in Lyon
- Kreis der Waage (2004/05), Landesgericht Wuppertal in Wuppertal
- Flusswächter (2007/08), aan de Lippe in Lünen

## Fotogalerij

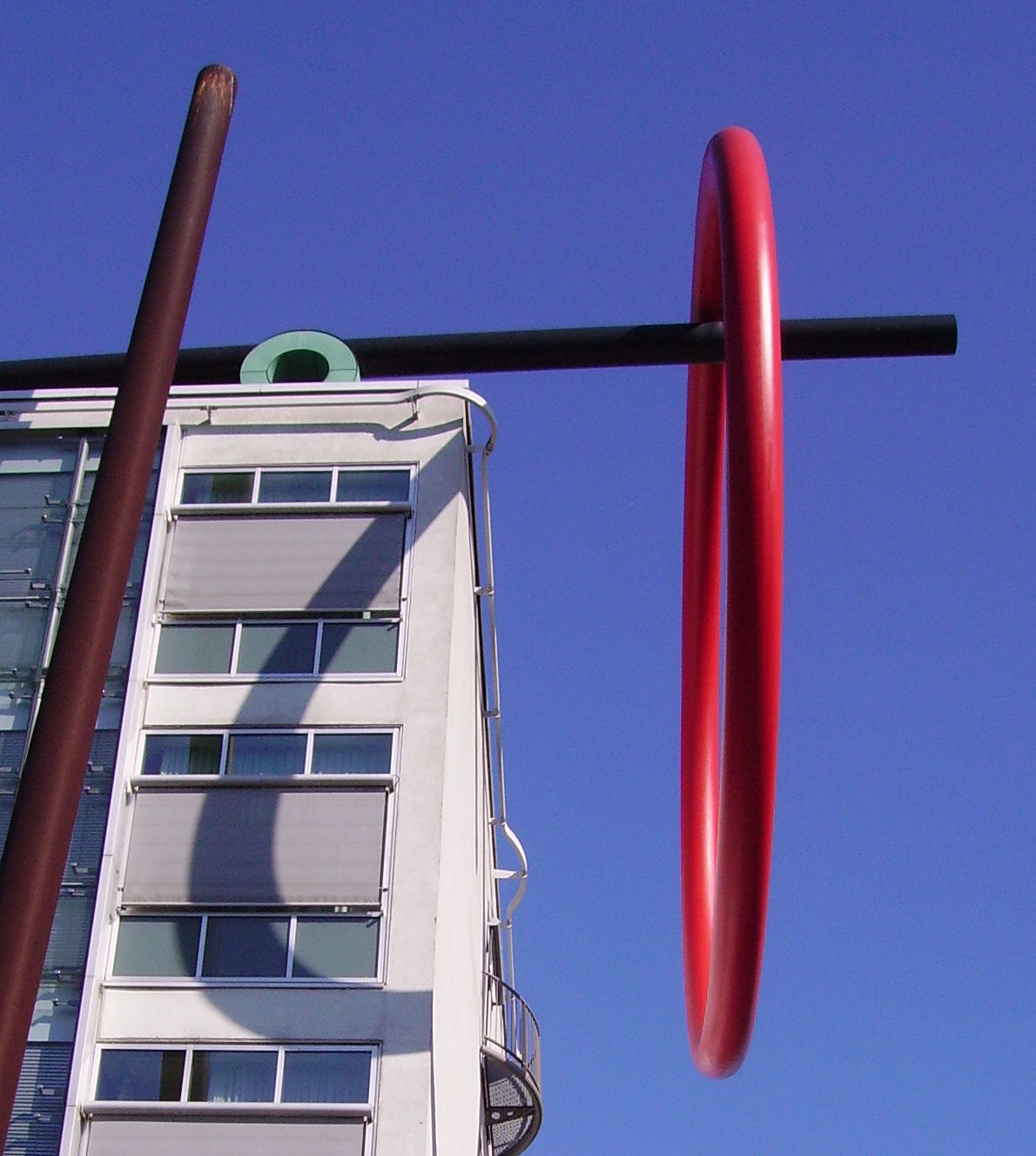
Ring des Seyns, Ludwigshafen
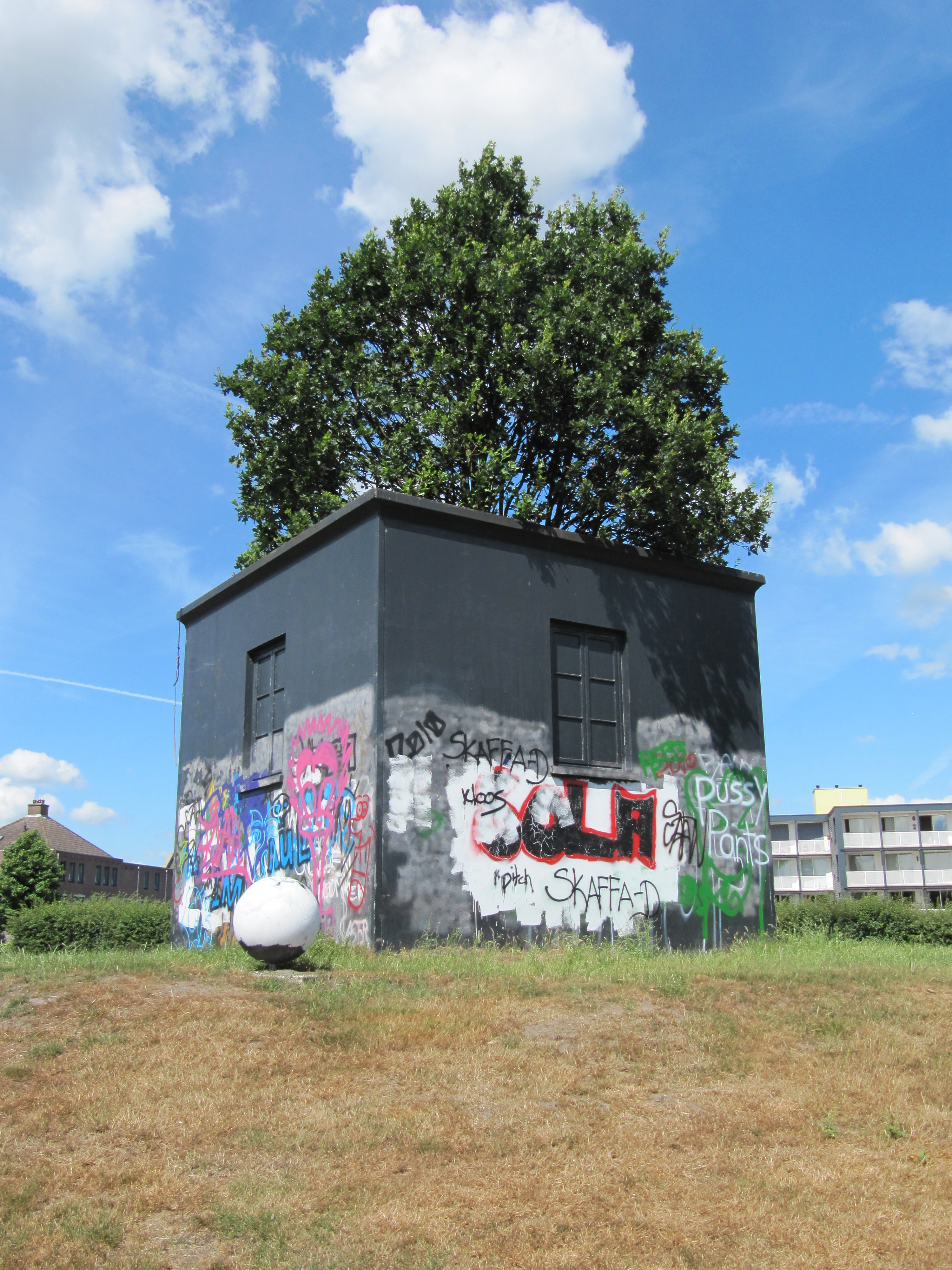
De Maanhof, Amersfoort
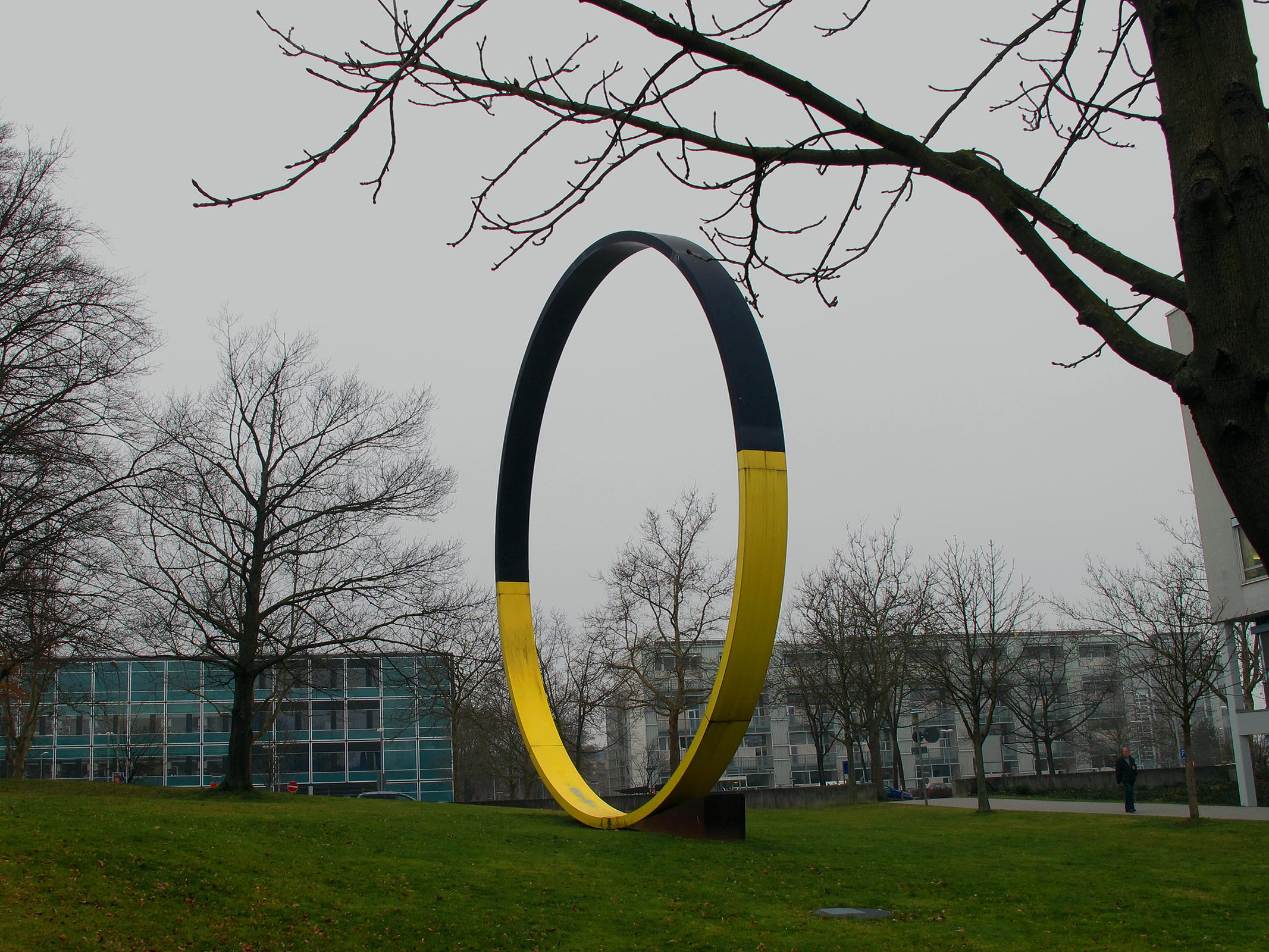
Tonus (Ring), Freiburg
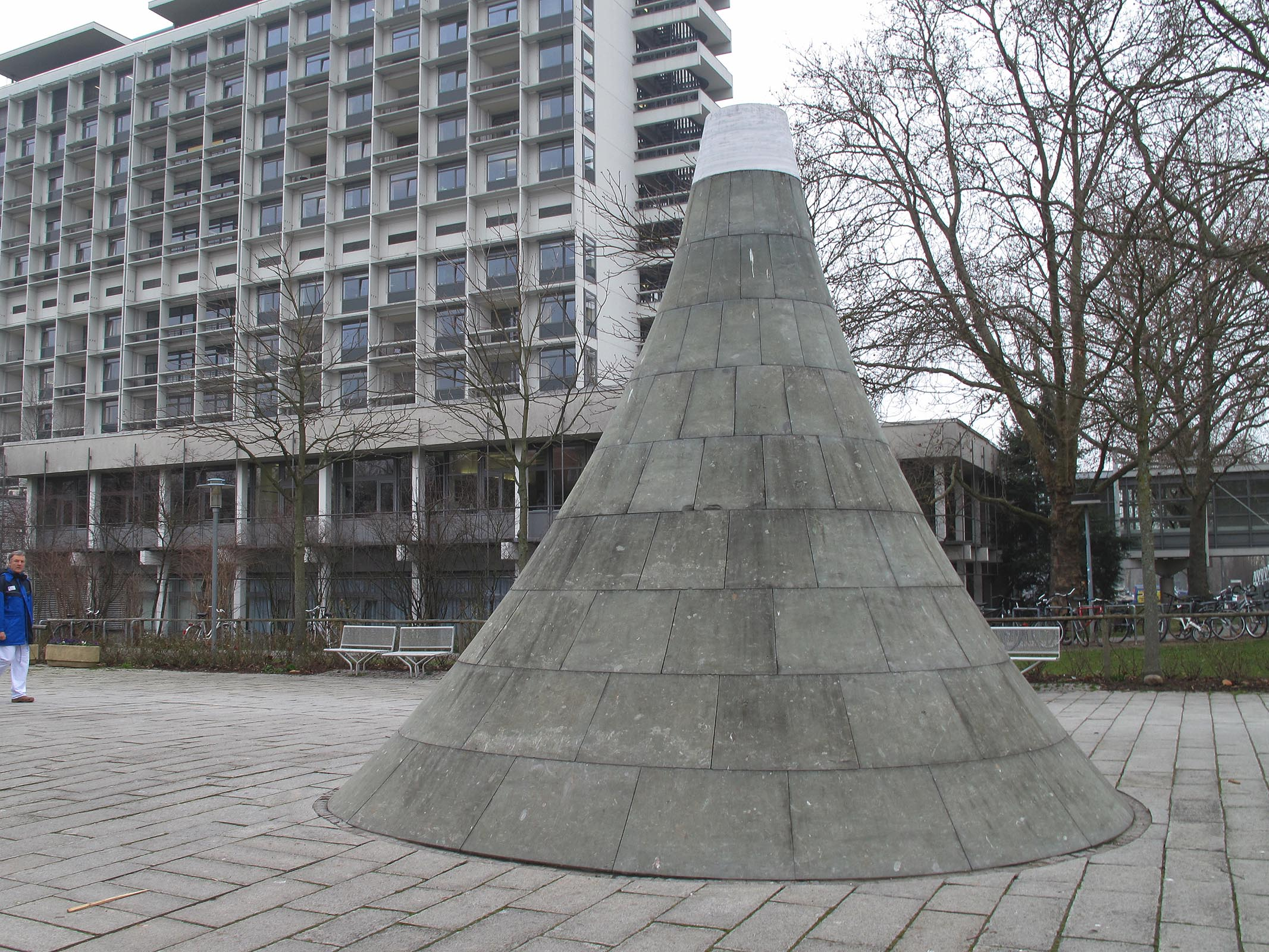
Stimme vom Berg, Freiburg